# Megaselia oviaraneae
Megaselia oviaraneae är en tvåvingeart som beskrevs av Ronald Henry Lambert Disney 1999. Megaselia oviaraneae ingår i släktet Megaselia och familjen puckelflugor. Inga underarter finns listade i Catalogue of Life.